# 8149 Ruff
8149 Ruff eller 1985 JN1 är en asteroid i huvudbältet som upptäcktes den 11 maj 1985 av det amerikanska astronom paret Eugene M. och Carolyn S. Shoemaker vid Palomar-observatoriet. Den är uppkallad efter Jan Ruff och Steve Ruff.
Asteroiden har en diameter på ungefär 4 kilometer.